# Берг Ісай Давидович
Берг Іса́й Дави́дович (1905 , Москва  — 7 березня 1939 , Москва ) — радянський працівник НКВС, лейтенант держбезпеки, начальник АГВ (адмніністративно-господарського відділу) УНКВС по Московській області. Вважається винахідником «душогубки» — автомобіля, в кузові котрого вихлопними газами вбивали засуджених на смерть людей.

## Біографія
Народився в Москві в єврейській родині. Після жовтневого перевороту служив у Червоній Армії з 1920 р., 1925—1929 рр. — командир взводу. Член ВКП(б) з 1930 р.
У 1934 р. служив у НКВС, був начальником АХО (адмніністративно-господарського відділу) УНКВС по Московській області. Відповідав за виконання смертних вироків, займався транспортуванням приречених до місця страти на Бутовському полігоні. Вважається винахідником «душогубки» — автомобіля, переобладнаного з фургона для перевезення хліба, у кузові якого душили вихлопним газом засуджених на смерть людей. У кузов фургона, обшитого зсередини оцинкованим залізом, пророблявся отвір, через який за допомогою гумового шлангу надходили вихлопні гази, від отруєння якими за 20-30 хвилин засуджені у фургоні помирали.
4 серпня 1938 р. був заарештований спочатку за «аморальну поведінку», потім звинувачення перекваліфікували на «антирадянську діяльність» — участь у контрреволюційній троцькістській групі всередині Управління НКВС по Московській області. У цей самий час Берга звинувачують у винаході «душогубки». Під час слідства він спочатку відкидав ці обвинувачення, але потім визнав їх, пояснюючи тим, що інакше неможливо було розстріляти понад 300 людей щоденно. 7 березня 1939 р. військова колегія, звинувачуючи Берга в антирадянській діяльності, винесла йому смертний вирок через розстріл, що було виконано того ж дня.. 1962 р. Берг був реабілітований «за відсутністю складу злочину».
Уперше звинувачення проти Берга у винаході душогубки висловив письменник Олександр Солженіцин у есе «Двісті років разом». Ці звинувачення підтверджували й інші історики, однак деякі також висловлювали сумнів у самому факті існування душогубок у СРСР і також у тому, що Берг був їх винахідником.